# Sector Lichtenberg
Sectorul Lichtenberg este sectorul numărul 11 al orașului Berlin și a luat ființă prin fuzionarea sectoarelor Lichtenberg și Hohenschönhausen care au aparținut de Berlinul de est, RDG.
- 11 Sector Lichtenberg
  - 1101 Friedrichsfelde
  - 1102 Karlshorst
    - Waldsiedlung Wuhlheide

  - 1103 Lichtenberg
    - Herzberge

  - 1104 Falkenberg
  - 1105 ehemals Hohenschönhausen
  - 1106 Malchow
  - 1107 Wartenberg
  - 1109 Neu-Hohenschönhausen
  - 1110 Alt-Hohenschönhausen
  - 1111 Fennpfuhl
  - 1112 Rummelsburg
    - Victoriastadt

1. ↑   http://www.berlin.de/ba-lichtenberg/ueber-den-bezirk/zahlen-und-fakten/ Lipsește sau este vid: |title= (ajutor)